# Kosnarita
La kosnarita és un mineral de la classe dels fosfats. Rep el seu nom en honor de Richard Andrew "Rich" Kosnar (1946-2007), distribuïdor de minerals nord-americà, especialista en minerals de Nova Jersey, minerals de pegmatites i de tipus alpí, i de localitats de Colorado.

## Característiques
La kosnarita és un fosfat de fórmula química KZr₂(PO₄)₃. Va ser aprovada com a espècie vàlida per l'Associació Mineralògica Internacional l'any 1993. Cristal·litza en el sistema trigonal. La seva duresa a l'escala de Mohs és 4,5.
Segons la classificació de Nickel-Strunz, la kosnarita pertany a «08.AC: Fosfats, etc. sense anions addicionals, sense H₂O, amb cations de mida mitjana i gran» juntament amb els següents minerals: howardevansita, al·luaudita, arseniopleïta, caryinita, ferroal·luaudita, hagendorfita, johil·lerita, maghagendorfita, nickenichita, varulita, ferrohagendorfita, bradaczekita, yazganita, groatita, bobfergusonita, ferrowyl·lieïta, qingheiïta, rosemaryita, wyl·lieïta, ferrorosemaryita, qingheiïta-(Fe2+), manitobaïta, marićita, berzeliïta, manganberzeliïta, palenzonaïta, schäferita, brianita, vitusita-(Ce), olgita, barioolgita, whitlockita, estronciowhitlockita, merrillita, tuïta, ferromerrillita, bobdownsita, chladniïta, fil·lowita, johnsomervilleïta, galileiïta, stornesita-(Y), xenofil·lita, harrisonita, panethita, stanfieldita, ronneburgita, tillmannsita i filatovita.

## Formació i jaciments
La kosnarita va ser descrita gràcies als exemplars de dos indrets del comtat d'Oxford, a Maine (Estats Units): la pedrera Mount Mica, a París, i la pedrera Black Mountain, a Rumford. També ha estat descrita al dipòsit de Chaquicocha, al departament de Cajamarca (Perú); a la pedrera de granit de Wycheproof, a Victòria (Austràlia); i a dos indrets de Minas Gerais, al Brasil: la mina Mario Pinto, a Taquaral, i la pegmatita Jorge, al districte de Jenipapo.